# Saint-Martin-de-Fraigneau
Saint-Martin-de-Fraigneau é uma comuna francesa na região administrativa da Pays de la Loire, no departamento de Vendéia. Estende-se por uma área de 13,56 km². Em 2010 a comuna tinha 871 habitantes (densidade: 64,2 hab./km²).